# Acroconidiellina
Acroconidiellina — рід грибів родини Sympoventuriaceae. Назва вперше опублікована 1971 року.

## Класифікація
До роду Acroconidiellina відносять 4 види:
- Acroconidiellina arecae
- Acroconidiellina chloridis
- Acroconidiellina loudetiae
- Acroconidiellina urtiagae